# Distretti di São Tomé e Príncipe

Distretti di São Tomé e Príncipe

I distretti di São Tomé e Príncipe sono la suddivisione territoriale di secondo livello del Paese, dopo le province, e sono pari a 7.

## Lista
| Localizzazione | Distretto   | Capoluogo              | Popolazione (2012) | Superficie (km²) |
| -------------- | ----------- | ---------------------- | ------------------ | ---------------- |
|                | Água Grande | São Tomé               | 73 091             | 16               |
|                | Cantagalo   | Santana                | 18 194             | 119              |
|                | Caué        | São João dos Angolares | 6 887              | 268              |
|                | Lembá       | Neves                  | 15 370             | 229              |
|                | Lobata      | Guadalupe              | 20 007             | 105              |
|                | Mé-Zóchi    | Trindade               | 46 265             | 122              |
|                | Pagué       | Santo António          | 7 542              | 142              |